# Livre jamaïcaine
Pour les articles homonymes, voir Livre (monnaie).
La livre est l'ancienne monnaie officielle de la Jamaïque de 1840 à 1953, puis de 1965 à 1968. Elle a été remplacée par le dollar jamaïcain.
La livre fut aussi la monnaie des Îles Caïmans et de Trinité-et-Tobago.

## Histoire monétaire
Jusqu'en 1825, le spanish dollar et ses divisions circulent en Jamaïque, sous domination britannique depuis 1695. Cette monnaie espagnole impériale est tantôt contremarquée, emboutie ou cisaillée, par le Gouvernement britannique, et un taux de change est appliqué à partir de 1821, soit 8 réaux d'argent pour 4 shillings et 4 pence de livre sterling, taux ramené en 1838 à 50 pence. 
Le 31 décembre 1840, une loi du Parlement britannique déclare comme ayant seulement cours légal la livre sterling sur le territoire de la Jamaïque. 

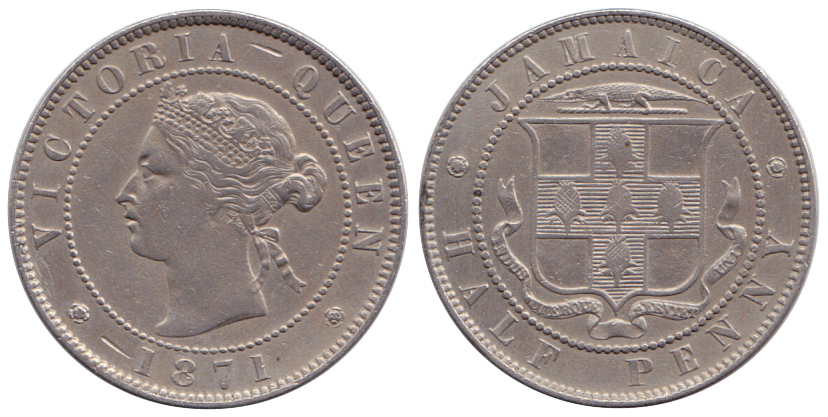
1871 Demi-penny de la reine Victoria. Alliage cuivre-nickel.

Le 11 novembre 1869, une première série de monnaie voit le jour, pour des valeurs de ½ et 1 penny en cupronickel, complétée par un farthing en 1880, frappées jusqu'en 1952. En 1954, le dollar des Antilles britanniques remplace la livre, qui redevient la monnaie jamaïcaine en 1965.

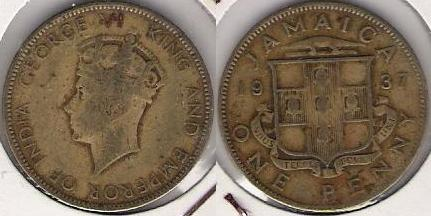
Pièce de 1 penny (1937), laiton de nickel, recto/verso.

En 1904, les premiers billets de banque jamaïcains sont émis pour des valeurs de 10 shillings, suivi en 1920 par des billets de 2 shillings 6 pence et de 5 shillings. En 1940, des billets de 1 et 5 livres sont émis. Jusqu'en 1960, de nombreux opérateurs privés financiers émettent des billets valables en Jamaïque. En octobre 1961, seuls les quatre dénominations de billets émis sous le contrôle de la Banque de Jamaïque (5 et 10 shillings, 1 et 5 livres) sont déclarés légaux.
Le 30 janvier 1968, la livre est remplacée par le dollar jamaïcain divisée en 10 shillings ou 100 cents, valant au change 0,8 dollar américain, à partir d'octobre 1969.